# Austin Allegro
Austin Allegro var en personbil, fremstillet af den britiske bilkoncern British Leyland mellem 1973 og 1983.

## Baggrund
BMC 1100/1300 havde været Englands bedst sælgende bil gennem det meste af 1960'erne, men den mistede efterhånden føringen til den konventionelle Ford Cortina. Efter British Leyland Motor Corporation etableredes i 1968, prioriterede den nye ledelse arbejdet med Morris Marina, som skulle konkurrere direkte med Cortina'en. Arbejdet med efterfølgeren til 1100/1300-modellen måtte vente. Man indså, at den nye bil aldrig ville nå forgængerens produktionsmængder, og derfor satsede man på en lidt speciel bil, for dem der ønskede teknisk avancerede løsninger og anderledes design. George Turnbull var ansvarlig for Austin/Morris i British Leyland, og ledede arbejdet med at udvikle Austin Allegro.
Allegron byggede videre på forgængerens tekniske grundlag ifølge Sir Alec Issigonis Mini. Den havde tværliggende motor og forhjulstræk, med gearkasse monteret under motoren. Den hydrauliske/hydrolastiske affjedring blev videreudviklet til Hydragas, hvor fjederelementerne nu var fyldt med komprimeret gas som i Citroën. Ligesom forgængeren nøjedes man først med en sedanudgave. Dem, der havde brug for mere plads, var først henvist til Austin Maxi, men senere kom også Allegro'en som combi-version.

## Allegro
Bilen blev præsenteret i maj 1973. Modtagelsen var forsigtig positiv, selv om nogle klagede over den specielle form, den lave ydeevne og den ting, som folk for det meste forbinder med Allegroen: det firkantede rat.
I oktober 1975 kom Allegro Series 2 med hårdere affjedring, mere benplads og rundt rat.
I efteråret 1979 blev Allegro Series 3 præsenteret med ny front og interiør. 1100-motoren blev erstattet af en mindre 1-liters variant. Den mest efterspurgte forbedring, en halvkombi-bagklap, fandtes dog ikke inden for British Leyland budget. Det måtte vente, indtil efterfølgeren Maestro blev præsenteret 1983.
Allegroen har fået skyld for alt, der gik galt i British Leyland i 1970'erne med dårlig kvalitet, dårlig timing, ulige eller utvivlsomt grimme former og en fuldstændig mangel på følelse af, hvad markedet krævede. Trods dette solgte bilen ikke så dårligt på hjemmemarkedet. Udenfor Storbritannien var den næsten usælgelig.

## Vanden Plas 1500
Vanden Plas præsenterede deres luksusversion af Allegroen i 1974. Ligesom forgængeren Vanden Plas Prinsesse 1300 havde den en virkelig luksuriøs indretning med læder og træ. Bilen fandtes med 1500 og 1750 motor. Produktionen blev flyttet til fabrikken MG i Abingdon 1979, og både modellen og mærket 'Vanden Plas' forsvandt, da fabrikken blev nedlagt det følgende år.

## Innocenti Regent
Efter at British Leyland standsede produktionen af Morris/Austin 1100/1300 i Italien, forsøgte Innocenti at sælge Allegroen under navnet Innocenti Regent i stedet, men kunne ikke klare sig i konkurrencen med Fiat. Produktionen blev stoppet efter 18 måneder i slutningen af 1975, og BL solgte Innocenti til De Tomaso.

## Motor
De mindste versioner af Allegroen blev solgt med BMC's A-motor, taget fra forgængeren.
Desuden blev bilen solgt med den mere moderne E-motor, fra Austin Maxi.
Begge versioner: 4-cylindret rækkemotor.
| Model  | Motor | Volume   | Effekt   | Karburator |
| ------ | ----- | -------- | -------- | ---------- |
| 1000   | OHV   | 998 cm³  | 44 hk    | Enkelt     |
| 1100   | OHV   | 1098 cm³ | 45-49 hk | Enkelt     |
| 1300   | OHV   | 1275 cm³ | 59-63 hk | Enkelt     |
| 1500   | SOHC  | 1485 cm³ | 69 hk    | Enkelt     |
| 1750   | SOHC  | 1748 cm³ | 76 hk    | Enkelt     |
| 1750HL | SOHC  | 1748 cm³ | 91 hk    | Dobbelt    |

OHV : OverHead Valva (Stødstangsmotor med overliggende ventiler).
SOHC : Single OverHead Cam (Enkelt Overliggende Knastaksel).